# TaiwanPlus
TaiwanPlus（たいわんぷらす）は、中華民国の英語メディア、OTTサービスである。2021年8月31日にサービスを開始した。国際ニュースとローカルニュースの他、台湾に関する番組を配信している。文化部による監督のもと、公共電視台が運営している。無料。

## 歴史
文化部が国際的な動画配信サービスに興味を示したのは2020年7月だが、公共電視台の関与は政府によるプロパガンダの温床を招きかねないという批判を受けて撤廃された。運営を中央通訊社に担うことが決定したのは2021年5月のことで、このとき同社は運営する他のサービスからはTaiwanPlusを独立させると宣言していた。
主な目的は中国中央電視台が運営する中国国際電視台の影響力を下げ、英語での発信を通じて台湾のソフト・パワーを強めることであり、中華民国政府はこの事業に7億7500万台湾元を出資している。
2022年、サービス上に台湾のギターポップについて特集した動画「登台之路」が公開され、第57回金鐘奨の部門の一つにノミネートされた。同年6月に運営が中央通訊社から公共電視台に移管され、8月には配信内容が国内のテレビ向けに放映されることが国家通訊伝播委員会によって発表された。2022年10月3日に放映開始。
同年11月11日、TaiwanPlusのサイトが中華人民共和国内でアクセス禁止となり、Appleの中国版App StoreからTaiwanPlusのアプリが削除されたが、理由は明示されなかった。